# حزب خوب
حزب خوب (به ترکی: İyi Parti)، یک حزب سیاسی ملی‌گرا، سکولار و محافظه‌کار در کشور ترکیه است که در ۲۵ اکتبر ۲۰۱۷ توسط مرال آکشنر و به همراه دیگر مخالفان حزب راست افراطی حرکت ملی (MHP) و دیگر احزابی تأسیس شد که طیفی گسترده از حزب دموکراتیک چپ (DSP) از چپ، حزب جمهوری‌خواه خلق (CHP) از چپ میانه و دیگر احزاب را در بر می‌گیرد. این حزب به عنوان یک بدیل ضد اردوغانیست برای رأی‌دهندگان راست‌گرا تأسیس شد و بر احیای مجدد نظام پارلمانی و یکپارچگی قوه قضایی و نهادها تأکید ویژه‌ای می‌کند.

## تاریخچه
حزب خوب در نتیجهٔ رفراندوم جنجالی تغییر قانون اساس ترکیه در سال ۲۰۱۷ تأسیس شد. در این رفراندوم نظام سیاسی ترکیه از پارلمانی به ریاستی تغییر کرد و دو حزب عدالت و توسعه و حرکت ملی (MHP) از این تغییر پشتیبانی کردند. برخی از اعضای برجستهٔ حزب حرکت ملی که به تغییرات انجام شده معترض بودند، یا از سوی رهبری حزب اخراج شدند و یا خودشان از عضویت در حزب استعفا دادند. مرال آکشنر که پیشنهاد رهبریش در حزب نیز در سال ۲۰۱۶ شکست خورده‌بود، در روز ۸ سپتامبر ۲۰۱۶ از حزب اخراج شد. در خلال سال ۲۰۱۷ این احتمال قوت گرفته‌بود که آکشنر و متحدانش حزب خود را تأسیس خواهند کرد و با حزب سابق خودشان یعنی حزب حرکت ملی به رهبری دولت باغچلی در انتخابات سراسری سال ۲۰۱۹ برای کسب آرای ملی‌گرایان ترک رقابت خواهند کرد. در نهایت اعلام شد که آکشنر در کنگره‌ای که در روز ۲۵ اکتبر ۲۰۱۷ در مرکز فرهنگی ناظم حکمت برگزار خواهدشد، حزب جدیدی را تأسیس خواهد کرد. در آن روز نام حزب، لوگو و شعار آن اعلام همگانی شد.
در میان اعضای حزب که از حزب جدا و یا اخراج شدند، ۵ نفر نیز نمایندهٔ مجلس ترکیه بودند و به همین دلیل این حزب از آغاز فعالیت خود ۵ نماینده در مجلس ترکیه دارد. در میان این ۵ تن، آیتون چیرای پیشتر عضو حزب جمهوری‌خواه خلق بوده و یوسف هالاچ‌اوغلو عضو برجستهٔ حزب حرکت ملی بوده‌است.

## برنامهٔ سیاسی
اهداف حزب خوب در روز. اصلاح حزب  ۲۵ اکتبر ۲۰۱۷ خطاب به اعضای آن اینگونه عنوان شد:
- قرار دادن ترکیه در میان ۱۰ اقتصاد برتر جهان
- افزایش میانگین درآمد ملی تا ۱۴/۵۰۰ دلار در ۵ سال نخست
- رسیدن به ۱۱ سال در سن میانگین آموزش
- رسیدن به نرخ ۱۰۰ درصدی باسوادی زنان زیر ۴۰ سال در ۵ سال
- قرار گرفتن در میان ۴۰ کشور نخست از نظر شاخص ثروت جهانی در پایان ۵ سال نخست
- بازگشت به نظام پارلمانی با قانون اساسی جدید در سال نخست
- ایجاد یک قانون احزاب سیاسی دموکراتیک در سال نخست
- ۱۵۰ هکتار درخت‌کاری و کنترل فرسایش خاک در هر سال
- قرارگیری در میان ۲۰ کشور نخست در رده‌بندی PISA
- کاهش نرخ بیکاری تا ۸ درصد در پایان ۵ سال نخست
- انجام فوری استانداردهای اتحادیه اروپا دربارهٔ آزادی رسانه‌ها
- بازگرداندن ارزش و اعتبار به گذرنامهٔ ترکیه
- عضو شدن در اتحادیه اروپا
- ازادی های جنسی
- بزرگترین قطب گردشگری خاورمیانه
- پایین آوردن نرخ فقر به۰/۸
- ساخت خانه های رایگان

## رهبری

### رهبر حزب
- مرال آکشنر (۲۵ اکتبر ۲۰۱۷-اکنون)

### هیئت مدیره
- دبیر کل: آیتون چیرای
- خرانه‌دار: خیرالدین نوح‌اوغلو
- معاون (سازماندهی): کورای آیدین
- معاون (امور اجتماعی): احمد ارساگون یوجل
- معاون (امور بین‌المللی): آیفر ییلماز
- معاون (اداره‌جات محلی): دورسون مساوات درویش‌اوغلو
- معاون (اقتصاد): دورموش ییلماز
- معاون (قانون و امور انتخابات): مصطفی اردم
- معاون (مجلس و روابط سیاسی): شنول بال
- معاون (آموزش، فرهنگ و امور هنری): شوله اونلو دوغان
- معاون (رسانه و تبلیغات): امید اوزداغ
- معاون (ارتباطات و فناوری): ودات تایلان ییلدیز[۱۲]